# Rhynchomeles prattorum
Rhynchomeles prattorum е вид бозайник от семейство Бандикути (Peramelidae), единствен представител на род Rhynchomeles. Видът е застрашен от изчезване.

## Разпространение
Разпространен е в Индонезия.